# Melvin Laird
Melvin Robert Laird (ur. 1 września 1922 w Omaha w stanie Nebraska, zm. 16 listopada 2016 w Fort Myers w stanie Floryda) – amerykański prawnik, pisarz i mąż stanu.
W czasie II wojny światowej służył w United States Navy, został odznaczony Purpurowym Sercem. Był kongresmenem z Wisconsin od 1953 do 1969 roku, a następnie pełnił funkcję sekretarza obrony od 1969 do 1973 roku za czasów prezydentury Richarda Nixona. Odegrał kluczową rolę w kształtowaniu polityki administracji Nixona stopniowego wycofywania żołnierzy amerykańskich z wojny w Wietnamie; ukuł termin wietnamizacji (ang. Vietnamization) na określenie procesu przenoszenia większej odpowiedzialności za walkę na siły południowowietnamskie. W chwili swojej śmierci Laird był ostatnim żyjącym reprezentantem wybranym do 83. kadencji Kongresu.
Pochowany na Cmentarzu Narodowym w Arlington.